# Montreux Hockey Club
El Montreux Hockey Club és un equip d'hoquei patins de la localitat suïssa de Montreux (Vaud). Fundat l'any 1911, és l'equip més antic de Suïssa, alhora que el més llorejat amb cinquanta lligues i quinze copes. A nivell internacional, el seu millor resultat fou les semifinals aconseguides a la Recopa d'Europa d'hoquei patins de l'any 1982. Per altra banda també cal destacar que el Montreux Hockey Club és l'organitzador, des de 1921, de la prestigiosa Copa de les Nacions de Montreux, la qual ha guanyat en quatre ocasions.

## Palmarès
- Cinquanta lligues suïsses: 1914, 1925, 1926, 1927, 1928, 1929, 1930, 1931, 1932, 1933, 1934, 1935, 1936, 1937, 1938, 1939, 1940, 1941, 1943, 1944, 1945, 1946, 1947, 1948, 1949, 1950, 1951, 1952, 1953, 1954, 1955, 1957, 1958, 1959, 1960, 1961, 1963, 1964, 1965, 1966, 1969, 1975, 1976, 1982, 1983, 1984, 1986, 1987, 2017 i 2018.
- Setze Copes suïsses: 1958, 1960, 1961, 1963, 1964, 1965, 1969, 1970, 1971, 1972, 1975, 1978, 1980, 1981, 1984 i 2015.
- Quatre Copa de les Nacions de Montreux: 1921, 1922, 1934 i 1941.